# كارولين بابكوك
كارولين بابكوك (بالإنجليزية: Carolin Babcock)‏ مواليد 26 مايو 1912 في بيلينغز - الوفاة 25 مارس 1987 في نيويورك، كانت لاعبة كرة مضرب أمريكية وكانت تلعب باليد اليمنى. كما أنها إحدى بطلات الجراند سلام. أعلى تصنيف لها في الفردي كان المركز الـ 10 في سنة 1934.

## النهائيات

### الفردي
الوصافة (1)
| السنة | البطولة                     | المنافس في النهائي | النتيجة  |
| 1932  | بطولة أمريكا المفتوحة للتنس | هيلين جاكوبز       | 2–6, 2–6 |

## الخط الزمني للفردي
مفتاح
| ف | ن | ن.ن | ر.ن | د# | د.م | ل | أ.أ | ت | غ | ب | ف | ذ | م.خ | ل.ت |

(ف) فاز بالبطولة (ن) وصل النهائي (ن.ن) نصف النهائي (ر.ن) ربع النهائي (د#) الأدوار الأربعة الأولى (د.م) دور المجموعات (ل) شارك في كأس ديفيز (أ.أ) خرج من الأدوار الاولى (ت) خسر التصفيات التأهيلية (غ) غاب عن الحدث أو البطولة (ب) حصل على ميدالية برونزية (ف) حصل على ميدالية فضية (ذ) حصل على ميدالية ذهبية (م.خ) بطولة الماسترز خُفضت إلى مرتبة أقل (ل.ت) البطولة لم تعقد في السنة المعينة.
لتجنب الارتباك وازدواجية الحساب، يتم تحديث هذه المعلومات إما في نهاية البطولة، أو عندما تكون مشاركة اللاعب في البطولة قد انتهت.
| الدورة             | 1929  | 1930  | 1931  | 1932  | 1933  | 1934  | 1935  | 1936  | 1937  | إجمالي ف/م |
| ------------------ | ----- | ----- | ----- | ----- | ----- | ----- | ----- | ----- | ----- | ---------- |
| البطولة الأسترالية | غ     | غ     | غ     | غ     | غ     | غ     | غ     | غ     | غ     | 0 / 0      |
| البطولة الفرنسية   | غ     | غ     | غ     | غ     | غ     | د2    | غ     | غ     | غ     | 0 / 1      |
| بطولة ويمبلدون     | غ     | غ     | غ     | غ     | غ     | د4    | غ     | د3    | غ     | 0 / 2      |
| البطولة الأمريكية  | د1    | د2    | غ     | ن     | د3    | ن.ن   | ر.ن   | ر.ن   | د3    | 0 / 8      |
| م.ف                | 0 / 1 | 0 / 1 | 0 / 0 | 0 / 1 | 0 / 1 | 0 / 3 | 0 / 1 | 0 / 2 | 0 / 1 | 0 / 11     |

- إجمالي ف / م = إجمالي الفوز والمشاركة